# Albert Renger-Patzsch
Albert Renger-Patzsch, né en 1897 à Wurtzbourg et mort en 1966 à Wamel, est un photographe allemand important du mouvement de la Nouvelle objectivité (Neue Sachlichkeit).

## Biographie
Son père, s'intéressant lui-même à la photographie, suscite chez lui l'intérêt pour cette discipline. À 14 ans, il maîtrise déjà les techniques de la prise de vue et du développement. 
Après son service militaire pendant la Grande Guerre, Renger-Patzsch commence à étudier la chimie au collège technique de Dresde mais interrompt rapidement ses études et se charge en 1922 de la tenue des archives photographiques du Folkwang-Verlag à Hagen. 
En 1923, il entre dans une agence de photos à Berlin. 
Quand il publie son 1er livre de photographies (Das Chorgestühl von Kappenberg), en 1925, il arrête la photographie de presse et ouvre son studio à Bad Harzburg comme photographe indépendant. 
En 1929, Renger-Patzsch va à Essen où le musée Folkwang met à sa disposition un studio. À cette époque, la photographie industrielle est alors sa priorité ainsi que la publicité. Il refuse un poste de professeur de photographie à la Folkwangschule en 1933. 
Alors qu'une grande partie de ses archives a été détruite, en 1944, par un bombardement, Renger-Patzsch s'est retiré, après la fin de la guerre, près de Wamel de Möhnesee et s'est consacré à la photographie de la nature et de l'environnement.

## Œuvre
En tant qu'adversaire du pictorialisme il a développé dans les années 1920 un style de prise de vue sans artifice. Son livre Die Welt ist schön [Le monde est beau] publié en 1928 à Munich avec un texte de Carl Georg Heise est devenu une des bases de la photographie moderne : l'ouvrage contient cent photographies sur différents thèmes (plantes, hommes, paysages, architecture, machines et produits industriels), généralement sortis du contexte et montrés dans les détails. La vue du spectateur est ainsi guidée vers la surface, la structure et la forme de l'objet photographié. Les photographies fascinent par leur simplicité et leur clarté digne d'illustrations scientifiques.
Dans les années 1930, Renger-Patzsch s'oriente vers la publicité et la photo industrielle. Il a, entre autres, travaillé pour Pelikan et Jenaer Glaswerke. 
Une de ses photos publicitaires les plus célèbres montre une série de fers à repasser identiques posés sur leur talon, un symbole de la production industrielle de masse. Dans les décennies suivantes, beaucoup de photographes publicitaires ont développé leur travail sur le principe que la beauté des formes sobres s'épanouit seulement dans la répétition.
Les photographies d'architecture de Renger-Patzsch  montrent, entre autres, des régions industrielles marquées par le charbon et l'acier, qui ne sont pas encore considérées comme dignes d'être photographiées. Il utilise surtout les verticales et les horizontales des bâtiments alignés, de manière claire et fonctionnelle. L'extrême précision et les détails soulignent les formes architectoniques.
Son œuvre a été récompensée en 1957 par la Médaille David-Octavius-Hill et en 1960 par le Prix culturel de la Société allemande de photographie.
Au cours des vingt dernières années[évasif], plus d'une centaine de ses œuvres sont passées en vente publique, généralement aux alentours de 2 000 à 3 000 euros, parfois seulement quelques centaines d'euros mais une de ses œuvres a atteint près de 50 000 euros chez Christie's en 2007[réf. nécessaire].

## Collections
- Deux cent-douze de ses œuvres sont conservées au musée Sainte-Anne de Lübeck.

## Expositions
- 14 mars - 30 avril 1979 : Albert Renger-Patzsch photographe, Centre Georges-Pompidou, Paris[3].
- 17 octobre 2017 - 21 janvier 2018 : Albert Renger-Patzsch : les choses, Jeu de Paume, Paris[4].
- 22 septembre 2024 - 27 avril 2025 : Sachlich Neu. Fotografien von August Sander, Albert Renger-Patzsch, Robert Häusser. Reiss-Engelhorn-Museen, Mannheim